# Lijst van afleveringen van The Invaders
Lijst van afleveringen van de Amerikaanse sciencefictiontelevisieserie The Invaders.

## Seizoensoverzicht
| Seizoen | Aantal afleveringen | Uitgezonden                      |  |
| ------- | ------------------- | -------------------------------- |  |
| 1       | 17                  | 10 januari 1967 – 9 mei 1967     |  |
| 2       | 26                  | 5 september 1967 – 26 maart 1968 |  |

## Seizoen 1
| Code | Afl. | Titel aflevering   | Regisseurs          | Schrijvers Acteurs                                                                 | Uitzenddatum     |
| ---- | ---- | ------------------ | ------------------- | ---------------------------------------------------------------------------------- | ---------------- |
| 101  | 1    | Beachhead (Pilot)  | Joseph Sargent      | Anthony Wilson                                                                     | 10 januari 1967  |
|      |      |                    |                     | Diane Baker, J.D. Cannon, James Daly, John Milford                                 |                  |
| 102  | 2    | The Experiment     | Joseph Sargent      | Anthony Spinner                                                                    | 17 januari 1967  |
|      |      |                    |                     | Roddy McDowall, Laurence Naismith, Harold Gould                                    |                  |
| 103  | 3    | The Mutation       | Paul Wendkos        | David Chandler                                                                     | 24 januari 1967  |
|      |      |                    |                     | Edward Andrews, Lin McCarthy, Suzanne Pleshette                                    |                  |
| 104  | 4    | The Leeches        | Paul Wendkos        | Dan Ullman.                                                                        | 31 januari 1967  |
|      |      |                    |                     | Mark Richman, Diana van der Vlis, Arthur Hill                                      |                  |
| 105  | 5    | Genesis            | Richard Benedict    | John W. Bloch                                                                      | 7 februari 1967  |
|      |      |                    |                     | John Larch, Carol Rossen, Frank Overton                                            |                  |
| 106  | 6    | Vikor              | Paul Wendkos        | “Michael Adams” (Meyer Dolinsky)                                                   | 14 februari 1967 |
|      |      |                    |                     | Jack Lord, Alfred Ryder, Diana Hyland                                              |                  |
| 107  | 7    | Nightmare          | Paul Wendkos        | John Kneubuhl                                                                      | 21 februari 1967 |
|      |      |                    |                     | Kathleen Widdoes, Robert Emhart, Jeanette Nolan, James Callahan                    |                  |
| 108  | 8    | Doomsday Minus One | Paul Wendkos        | Louis Vittes                                                                       | 28 februari 1967 |
|      |      |                    |                     | William Windom, Andrew Duggan                                                      |                  |
| 109  | 9    | Quantity Unknown   | Sutton Roley        | Don Brinkley (script) Clyde Ware (verhaal)                                         | 7 maart 1967     |
|      |      |                    |                     | James Whitmore, William Tallman, Milton Selzer, Susan Strasberg                    |                  |
| 110  | 10   | The Innocent       | Sutton Roley        | John W. Bloch (script) Norman Klenman & Bernard Rothman en John W. Bloch (verhaal) | 14 maart 1967    |
|      |      |                    |                     | William Smithers, Patricia Smith, Katherine Justice, Michaël Rennie                |                  |
| 111  | 11   | The Ivy Curtain    | Joseph Sargent      | Don Brinkley                                                                       | 21 maart 1967    |
|      |      |                    |                     | Jack Warden, Susan Oliver, David Sheiner, Murray Matheson                          |                  |
| 112  | 12   | The Betrayed       | John Meredyth Lucas | John W. Bloch (script) Theodore Sturgeon en John W. Bloch (verhaal)                | 28 maart 1967    |
|      |      |                    |                     | Laura Devon, Nancy Wickwire, Norman Fell, Ed Begley                                |                  |
| 113  | 13   | Storm              | Paul Wendkos        | John Kneubuhl                                                                      | 4 april 1967     |
|      |      |                    |                     | Joseph Campanella, Barbara Luna                                                    |                  |
| 114  | 14   | Panic              | Robert Butler       | Robert Sherman                                                                     | 11 april 1967    |
|      |      |                    |                     | Robert Walker, Lynn Loring, R.G. Armstrong                                         |                  |
| 115  | 15   | Moonshot           | Paul Wendkos        | John W. Bloch en Rita Lakin (script) Rita Lakin (verhaal)                          | 18 april 1967    |
|      |      |                    |                     | Peter Graves, Joanne Linville, John Ericson, Kent Smith                            |                  |
| 116  | 16   | Wall of Crystal    | Joseph Sargent      | Don Brinkley en Dan Ullman (script) Dan Ullman (verhaal)                           | 2 mei 1967       |
|      |      |                    |                     | Linden Chiles, Julie Sommars, Edward Asner, Burgess Meredith                       |                  |
| 117  | 17   | The Condemned      | Richard Benedict    | Robert Sherman                                                                     | 9 mei 1967       |
|      |      |                    |                     | Ralph Bellamy, Marlyn Mason, Murray Hamilton                                       |                  |

## Seizoen 2
| Code | Afl. | Titel aflevering        | Regisseurs     | Schrijvers Acteurs                                                                                    | Uitzenddatum      |
| ---- | ---- | ----------------------- | -------------- | --- | ----------------- |
| 201  | 18   | Condition Red           | Don Medford    | Laurence Heath                                                                                        | 5 september 1967  |
|      |      |                         |                | Antoinette Bower, Jason Evers                                                                         |                   |
| 202  | 19   | The Saucer              | Jesse Hibbs    | Dan Ullman                                                                                            | 12 september 1967 |
|      |      |                         |                | Ann Frances, Charles Drake, Dabney Coleman                                                            |                   |
| 203  | 20   | The Watchers            | Jesse Hibbs    | Jerry Sohl en Earl Hamner, Jr (script) Earl Hamner, Jr. en “Michael Adams” (Meyer Dolinsky) (verhaal) | 19 september 1967 |
|      |      |                         |                | Shirley Knight, Kevin McCarthy                                                                        |                   |
| 204  | 21   | Valley of the Shadow    | Jesse Hibbs    | Robert Sabaroff (script) Howard Merrill en Robert Sabaroff (verhaal)                                  | 26 september 1967 |
|      |      |                         |                | Nan Martin, Harry Townes, Ron Hayes, Joe Maross                                                       |                   |
| 205  | 22   | The Enemy               | Robert Butler  | John W. Bloch                                                                                         | 3 oktober 1967    |
|      |      |                         |                | Barbara Barrie, Richard Anderson, Paul Mantee                                                         |                   |
| 206  | 23   | The Trial               | Robert Butler  | George Eckstein en David W. Rintels                                                                   | 10 oktober 1967   |
|      |      |                         |                | Don Gordon, Russell Johnson, Harold Gould, Lynda Day, Malcolm Atterbury                               |                   |
| 207  | 24   | The Spores              | William Hale   | Ellis Kadison & Joel Kane (script) Al Ramrus & John Shaner en Ellis Kadison & Joel Kane (verhaal)     | 17 oktober 1967   |
|      |      |                         |                | Gene Hackman, Mark Miller, Patricia Smith, John Randolph, Wayne Rogers                                |                   |
| 208  | 25   | Dark Outpost            | George McCowan | Jerry Sohl                                                                                            | 24 oktober 1967   |
|      |      |                         |                | Andrew Prine, Dawn Wells, Tim McIntire, Tom Lowell                                                    |                   |
| 209  | 26   | Summit Meeting , Part 1 | Don Medford    | George Eckstein                                                                                       | 31 oktober 1967   |
|      |      |                         |                | William Windom, Eduard Franz, Michael Rennie, Diana Hyland                                            |                   |
| 210  | 27   | Summit Meeting , Part 2 | Don Medford    | George Eckstein                                                                                       | 7 november 1967   |
|      |      |                         |                | William Windom, Eduard Franz, Michael Rennie, Diana Hyland                                            |                   |
| 211  | 28   | The Prophet             | Robert Douglas | Warren Duff (script) Jerry De Bono (verhaal)                                                          | 14 november 1967  |
|      |      |                         |                | Pat Hingle, Zina Bethune, Roger Perry                                                                 |                   |
| 212  | 29   | Labyrinth               | Murray Golden  | Art Wallace                                                                                           | 21 november 1967  |
|      |      |                         |                | Sally Kellerman, James Callahan, Ed Begley                                                            |                   |
| 213  | 30   | The Captive             | William Hale   | Laurence Heath                                                                                        | 28 november 1967  |
|      |      |                         |                | Dana Wynter, Don Dubbins, Fritz Weaver                                                                |                   |
| 214  | 31   | The Believers           | Paul Wendkos   | Barry Oringer                                                                                         | 5 december 1967   |
|      |      |                         |                | Carol Lynley, Anthony Eisley, Donald Davis, Kent Smith, Reese Williams                                |                   |
| 215  | 32   | The Ransom              | Lewis Allen    | Robert Collins                                                                                        | 12 december 1967  |
|      |      |                         |                | Alfred Ryder, Karen Black, Kent Smith, Anthony Eisley, Laurence Naismith                              |                   |
| 216  | 33   | Task Force              | Gerald Mayer   | Warren Duff                                                                                           | 26 december 1967  |
|      |      |                         |                | Linden Chiles, Nancy Kovak, Kent Smith, Martin Wolfson                                                |                   |
| 217  | 34   | The Possessed           | William Hale   | John W. Bloch                                                                                         | 2 januari 1968    |
|      |      |                         |                | Michael Tolan, William Smithers, Katherine Justice, Kent Smith, Michael Constantine                   |                   |
| 218  | 35   | Counter Attack          | Robert Douglas | Laurence Heath                                                                                        | 9 januari 1968    |
|      |      |                         |                | Lin McCarthy, Donald Davis, Anna Capri, Kent Smith, John Milford                                      |                   |
| 219  | 36   | The Pit                 | Lewis Allen    | Jack Miller                                                                                           | 16 januari 1968   |
|      |      |                         |                | Joanne Linville, Donald Haren, Kent Smith, Charles Aidman                                             |                   |
| 220  | 37   | The Organization        | William Hale   | Franklin Barton                                                                                       | 30 januari 1968   |
|      |      |                         |                | J.D. Cannon, Chris Robinson, Larry Gates, Kent Smith, Roy Poole                                       |                   |
| 221  | 38   | The Peacemaker          | Robert Day     | David W. Rintels                                                                                      | 6 februari 1968   |
|      |      |                         |                | Phyllis Thaxter, Lin McCarthy, Alfred Ryder, Kent Smith, James Daly                                   |                   |
| 222  | 39   | The Vise                | William Hale   | William Blinn (script) Robert Sabaroff en William Blinn (verhaal)                                     | 20 februari 1968  |
|      |      |                         |                | Raymond St. Jacques, Janet MacLachlan, Roscoe Lee Browne, Kent Smith                                  |                   |
| 223  | 40   | The Miracle             | Robert Day     | Robert Collins (script) Robert Collins en Norman Herman (verhaal)                                     | 27 februari 1968  |
|      |      |                         |                | Barbara Hershey, Edward Asner                                                                         |                   |
| 224  | 41   | The Life Seekers        | Paul Wendkos   | Laurence Heath                                                                                        | 12 maart 1968     |
|      |      |                         |                | R.G. Armstrong, Diana Muldaur, Arthur Franz, Kent Smith, Barry Morse                                  |                   |
| 225  | 42   | The Pursued             | William Hale   | Don Brinkley                                                                                          | 12 maart 1968     |
|      |      |                         |                | Suzanne Pleshette, Will Geer, Kent Smith                                                              |                   |
| 226  | 43   | Inquisition             | Robert Glatzer | Barry Oringer                                                                                         | 26 maart 1968     |
|      |      |                         |                | Mark Richman, Susan Oliver, John Milford, Kent Smith                                                  |                   |

## Overzicht regisseurs met aantal afleveringen
| Regisseurs (16)     | Afl. |
| ------------------- | ---- |
| Paul Wendkos        | 9    |
| William Hale        | 6    |
| Joseph Sargent      | 4    |
| Robert Butler       | 3    |
| Don Medford         | 3    |
| Jesse Hibbs         | 3    |
| Richard Benedict    | 2    |
| Sutton Roley        | 2    |
| Robert Douglas      | 2    |
| Lewis Allen         | 2    |
| Robert Day          | 2    |
| John Meredyth Lucas | 1    |
| George McCowan      | 1    |
| Murray Golden       | 1    |
| Gerald Mayer        | 1    |
| Robert Glatzer      | 1    |

## Overzicht gastacteurs met aantal afleveringen
| Gastacteur        | Afl. |  |                    |   |  |                     |   |  | Acteurs: 116        |   |
| ----------------- | ---- |  | ------------------ | - |  | ------------------- | - |  | ------------------- | - |
| Kent Smith        | 13   |  | Anna Capri         | 1 |  | Jack Lord           | 1 |  | Nan Martin          | 1 |
| Alfred Ryder      | 3    |  | Antoinette Bower   | 1 |  | Jack Warden         | 1 |  | Nancy Kovak         | 1 |
| Diana Hyland      | 3    |  | Arthur Franz       | 1 |  | James Whitmore      | 1 |  | Nancy Wickwire      | 1 |
| John Milford      | 3    |  | Arthur Hill        | 1 |  | Janet MacLachlan    | 1 |  | Norman Fell         | 1 |
| Lin McCarthy      | 3    |  | Barbara Barrie     | 1 |  | Jason Evers         | 1 |  | Pat Hingle          | 1 |
| William Windom    | 3    |  | Barbara Hershey    | 1 |  | Jeanette Nolan      | 1 |  | Paul Mantee         | 1 |
| Anthony Eisley    | 2    |  | Barbara Luna       | 1 |  | Joe Maross          | 1 |  | Peter Graves        | 1 |
| Donald Davis      | 2    |  | Barry Morse        | 1 |  | John Ericson        | 1 |  | Phyllis Thaxter     | 1 |
| Ed Begley         | 2    |  | Burgess Meredith   | 1 |  | John Larch          | 1 |  | Ralph Bellamy       | 1 |
| Eduard Franz      | 2    |  | Carol Lynley       | 1 |  | John Randolph       | 1 |  | Raymond St. Jacques | 1 |
| Edward Asner      | 2    |  | Carol Rossen       | 1 |  | Joseph Campanella   | 1 |  | Reese Williams      | 1 |
| Harold Gould      | 2    |  | Charles Aidman     | 1 |  | Julie Sommars       | 1 |  | Richard Anderson    | 1 |
| J.D. Cannon       | 2    |  | Charles Drake      | 1 |  | Karen Black         | 1 |  | Robert Emhart       | 1 |
| James Callahan    | 2    |  | Chris Robinson     | 1 |  | Kathleen Widdoes    | 1 |  | Robert Walker       | 1 |
| James Daly        | 2    |  | Dabney Coleman     | 1 |  | Kevin McCarthy      | 1 |  | Roddy McDowall      | 1 |
| Joanne Linville   | 2    |  | Dana Wynter        | 1 |  | Larry Gates         | 1 |  | Roger Perry         | 1 |
| Katherine Justice | 2    |  | David Sheiner      | 1 |  | Laura Devon         | 1 |  | Ron Hayes           | 1 |
| Laurence Naismith | 2    |  | Dawn Wells         | 1 |  | Lynda Day           | 1 |  | Roscoe Lee Browne   | 1 |
| Linden Chiles     | 2    |  | Diana Muldaur      | 1 |  | Lynn Loring         | 1 |  | Roy Poole           | 1 |
| Mark Richman      | 2    |  | Diana van der Vlis | 1 |  | Malcolm Atterbury   | 1 |  | Russell Johnson     | 1 |
| Michael Rennie    | 2    |  | Diane Baker        | 1 |  | Mark Miller         | 1 |  | Sally Kellerman     | 1 |
| Patricia Smith    | 2    |  | Don Dubbins        | 1 |  | Marlyn Mason        | 1 |  | Shirley Knight      | 1 |
| R.G. Armstrong    | 2    |  | Don Gordon         | 1 |  | Martin Wolfson      | 1 |  | Susan Strasberg     | 1 |
| Susan Oliver      | 2    |  | Donald Haren       | 1 |  | Michael Constantine | 1 |  | Tim McIntire        | 1 |
| Suzanne Pleshette | 2    |  | Edward Andrews     | 1 |  | Michael Tolan       | 1 |  | Tom Lowell          | 1 |
| William Smithers  | 2    |  | Frank Overton      | 1 |  | Michaël Rennie      | 1 |  | Wayne Rogers        | 1 |
| Andrew Duggan     | 1    |  | Fritz Weaver       | 1 |  | Milton Selzer       | 1 |  | Will Geer           | 1 |
| Andrew Prine      | 1    |  | Gene Hackman       | 1 |  | Murray Hamilton     | 1 |  | William Tallman     | 1 |
| Ann Frances       | 1    |  | Harry Townes       | 1 |  | Murray Matheson     | 1 |  | Zina Bethune        | 1 |